# Whose Line Is It Anyway?
Whose Line Is It Anyway?, manchmal auch kurz Whose Line? oder WLIIA genannt, ist eine improvisierte und größtenteils nicht auf einem Drehbuch basierende Comedy-Pseudospielshow. Es war ursprünglich ein britisches Radioprogramm, das anschließend ins britische Fernsehen zu Channel 4 kam.
Nach der Einstellung 1999 begann der US-Sender ABC eine US-Version auszustrahlen, die heute (Stand 2017) bei The CW fortgesetzt wird.

## Aufmachung
Die Improvisations-Show besteht aus einer Bühne mit vier Darstellern. Sie entwerfen Charaktere, Szenen und Lieder, manchmal nach den Vorschlägen des Publikums oder vorgefertigten Stichwörtern der Regie. Die Show ist größtenteils wie ein Pseudowettbewerb aufgemacht. Die Regie vergibt willkürlich Punkte und wählt einen Gewinner am Ende jeder Episode, der ein improvisiertes Stück basierend auf dem Abspann durchführen muss. In einer typischen Aufnahme wird jedes „Spiel“ zwischen ein- und dreimal gespielt, jedes Mal mit verschiedenen Stichwörtern und Vorschlägen. Danach wird die Show zusammengeschnitten und nur die für am besten gehaltenen (und zur Ausstrahlung im Fernsehen geeigneten) Szenen werden gezeigt.
Die deutsche RTL-Sendung Frei Schnauze ist an Whose Line Is It Anyway? angelehnt.
2004 gab es in den USA eine ähnliche Show mit dem Namen Drew Carey's Green Screen Show und auch in Ungarn und Russland wurde sie übernommen, auch in der Slowakei gab es eine durchaus erfolgreiche Adaptation.